# Кетиладзе Сергій Полікарпович
Сергій Полікарпович Кетіладзе (17 травня 1910 - 1 квітня 1942) - майор Робітничо-селянської Червоної Армії, учасник Великої Вітчизняної війни, Герой Радянського Союзу (1943).

## Біографія
Сергій Кетіладзе народився 17 травня 1910 року в селищі Квірила.
Здобув середню освіту.
У 1927 році Кетіладзе був призваний на службу до Робітничо-селянської Червоної Армії. 1931 року закінчив Закавказьку піхотну школу, 1941 року  — прискореним курсом Військову академію імені Фрунзе. Член ВКП з 1934 року.
До березня 1942 року майор Сергій Кетіладзе командував 32-ю окремою стрілецькою бригадою 54-ї армії Ленінградського фронту. Відзначився під час Любанської наступальної операції.
У період з 18 березня по 1 квітня 1942 року бригада Кетіладзе звільнила велику кількість населених пунктів Тосненського району Ленінградської області, відобразила низку масованих німецьких контратак, завдавши противнику великих втрат у живій силі та техніці. В одному з боїв Кетіладзе отримав поранення, але продовжував керувати довіреною йому бригадою.
1 квітня 1942 року він загинув у бою. Похований у братській могилі у Волхові.

## Нагороди
- Указом Президії Верховної Ради СРСР від 10 лютого 1943 року за «мужність і героїзм, виявлені при обороні Ленінграда», майора Сергія Кетиладзе посмертно удостоєно високого звання Героя Радянського Союзу.
- Також був нагороджений орденами Леніна та Червоного Прапора.